# José Francisco Torres
José Francisco Gringo Torres Mezzell (ur. 29 października 1987 w Longview) – piłkarz amerykański pochodzenia meksykańskiego grający na pozycji środkowego pomocnika.

## Kariera klubowa
Ojciec Torresa jest Meksykaninem, natomiast matka Amerykanką. Swoją styczność z piłką nożną Torres po raz pierwszy miał w szkole średniej w Teksasie. Tam też został wypatrzony przez skautów meksykańskiej drużyny CF Pachuca i w 2006 roku został zawodnikiem pierwszego zespołu. 21 stycznia 2007 zadebiutował w meksykańskiej Primera División w przegranym 2:3 wyjazdowym spotkaniu z Cruz Azul. Był to jego jedyny mecz w sezonie 2006/2007. W 2007 roku wywalczył z Pachucą Puchar Mistrzów CONCACAF - klub ten pokonał w finale po dwumeczu (2:2, 0:0 karne 7:6) inny meksykański zespół, Chivas de Guadalajara. Pachuca zwyciężyła także w fazie Clausura Primera División. W sezonie 2007/2008 Torres rozegrał 10 spotkań i ponownie zdobył Puchar Mistrzów (1:1, 2:1 w finale z kostarykańskim Deportivo Saprissa). W sezonie 2008/2009 był już podstawowym zawodnikiem Pachuki, a 27 sierpnia 2008 zdobył pierwszego gola w Primera División, w wygranym 2:0 meczu z Pueblą.
| Sezon   | Klub       | Kraj   | Rozgrywki        | Mecze | Bramki |
| ------- | ---------- | ------ | ---------------- | ----- | ------ |
| 2006/07 | CF Pachuca | Meksyk | Primera División | 1     | 0      |
| 2007/08 | CF Pachuca | Meksyk | Primera División | 10    | 0      |
| 2008/09 | CF Pachuca | Meksyk | Primera División | 30    | 1      |

## Kariera reprezentacyjna
Torres mógł wybierać pomiędzy grą w reprezentacji Meksyku a Stanów Zjednoczonych. W 2008 roku otrzymał powołanie przez Piotra Nowaka do reprezentacji U-23 na Igrzyska Olimpijskie w Pekinie, jednak ostatecznie nie pojechał na ten turniej. 2 października 2008 wybrał grę w reprezentacji USA, a 11 października zadebiutował w niej w wygranym 6:1 meczu eliminacji do Mistrzostw Świata w RPA z Kubą. W 2009 roku został powołany przez selekcjonera Boba Bradleya do kadry na Puchar Konfederacji 2009. Na tym turnieju był rezerwowym i zajął z USA 2. miejsce.